# Compianto sul Cristo morto (Signorelli)
Il Compianto sul Cristo morto è un dipinto a tempera su tavola (270x240 cm) di Luca Signorelli, databile al 1502 e conservato nel Museo diocesano di Cortona. 

## Storia
Stando al racconto vasariano, nell'estate del 1502 Signorelli, in via di conclusione degli affreschi della Cappella di San Brizio nel Duomo di Orvieto, ricevette la notizia della morte del figlio Antonio, nel fiore dell'età ed avviato alla stessa carriera del padre, durante la peste che infuriava a Cortona. Allora il padre, recatosi al cospetto del figlio, fece spogliare il cadavere e "con grandissima constanza d'animo, senza piangere o gettar lacrima lo ritrasse, per vedere sempre che volesse, mediante l'opera delle sue mani quella che la natura gli aveva dato e tolto la nimica fortuna" (edizione del 1568).
Il soggetto sarebbe stato poi usato nel Compianto per la chiesa di Santa Margherita di Cortona, che stilisticamente è vicino agli affreschi orvietani; a fine dell'anno Signorelli ne affrescò una copia autografa sempre nel Duomo di Orvieto. 
Non è detto comunque che l'aneddoto sia vero, soprattutto nel quadro dell'esaltazione ideale della vita degli artisti nell'opera vasariana, soprattutto trattandosi del pittore che, nel suo disegno letterario, era destinato a prefigurare la vicenda del "divino" Michelangelo. 

## Descrizione e stile
La tavola è ambientata ai piedi della croce, con un nutrito gruppo di personaggi raccolti attorno al corpo appena deposto di Gesù, sdraiato in terra e sostenuto dalla Madonna svenente, da una donna che gli bacia la mano e dalla Maddalena che gli sorregge le gambe allargando le braccia in un gesto di disperazione. Tutt'intorno si vedono le pie donne, Giovanni apostolo che incrocia le mani in un triste lamento e due uomini che discorrono tenendo i chiodi e la corona di spine. In primo piano si vedono un teschio, tipico memento mori del Calvario, e un martello usato per inchiodare Gesù. Alcuni dettagli macabri accrescono l'intensità espressiva della scena, come il rivolo di sangue che cola dalla base della croce.
Sullo sfondo, ai lati della tipica apertura paesistica di una città affacciata su un lago, si svolgono le scene della Crocifissione e della Resurrezione.
L'opera mostra un "drammatico affollamento", con un concerto espressivo di emotività nei personaggi che lascia comunque campo a qualche divagazione narrativa (i due uomini coi simboli della Passione), e alla curiosità psicologica nel campionario di atteggiamenti e attitudini dei personaggi raccolti attorno al corpo esanime di Cristo. Si va dalla tristezza alla disperazione, dalla preoccupazione all'angoscia, dall'accettazione allo stupore. 
Una certa sovrabbondanza è legata alle decorazioni dorate, soprattutto dei sontuosi abiti, che puntualizzano la disponibilità di Signorelli a incedere in operazioni di "esibizionismo artigiano" per accontentare il gusto della committenza di provincia.

### Predella
L'opera è dotata di predella, raffigurante quattro episodi degli eventi anteriori alla Passione: Orazione nell'orto, Ultima cena, Cattura di Cristo e Flagellazione. In queste tavolette lo stile è più sbrigativo, eseguite probabilmente dalla bottega su disegno del maestro.
Predella del Compianto sul Cristo morto